# Tiendweg

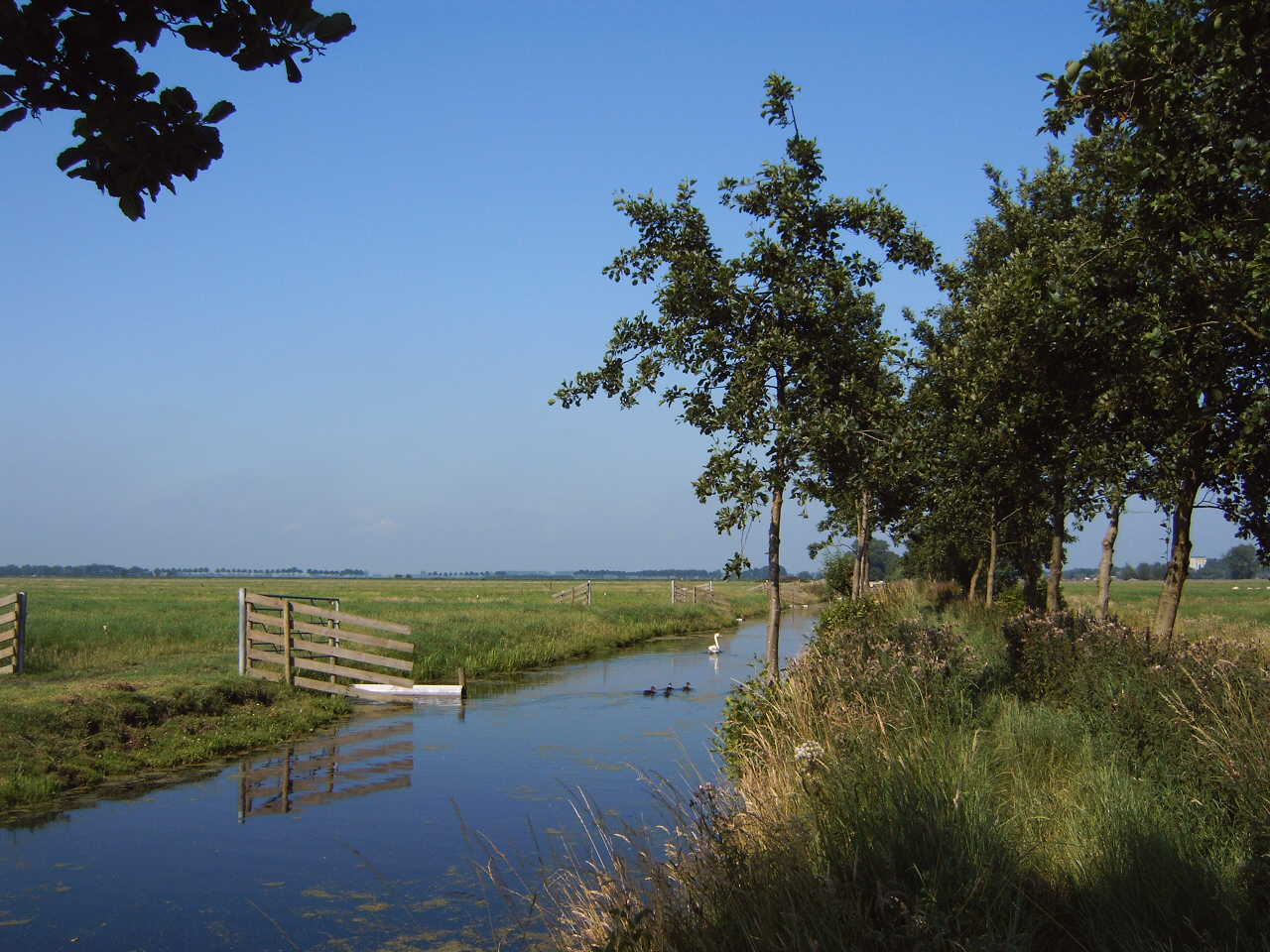
Tiendweg bij Oudewater

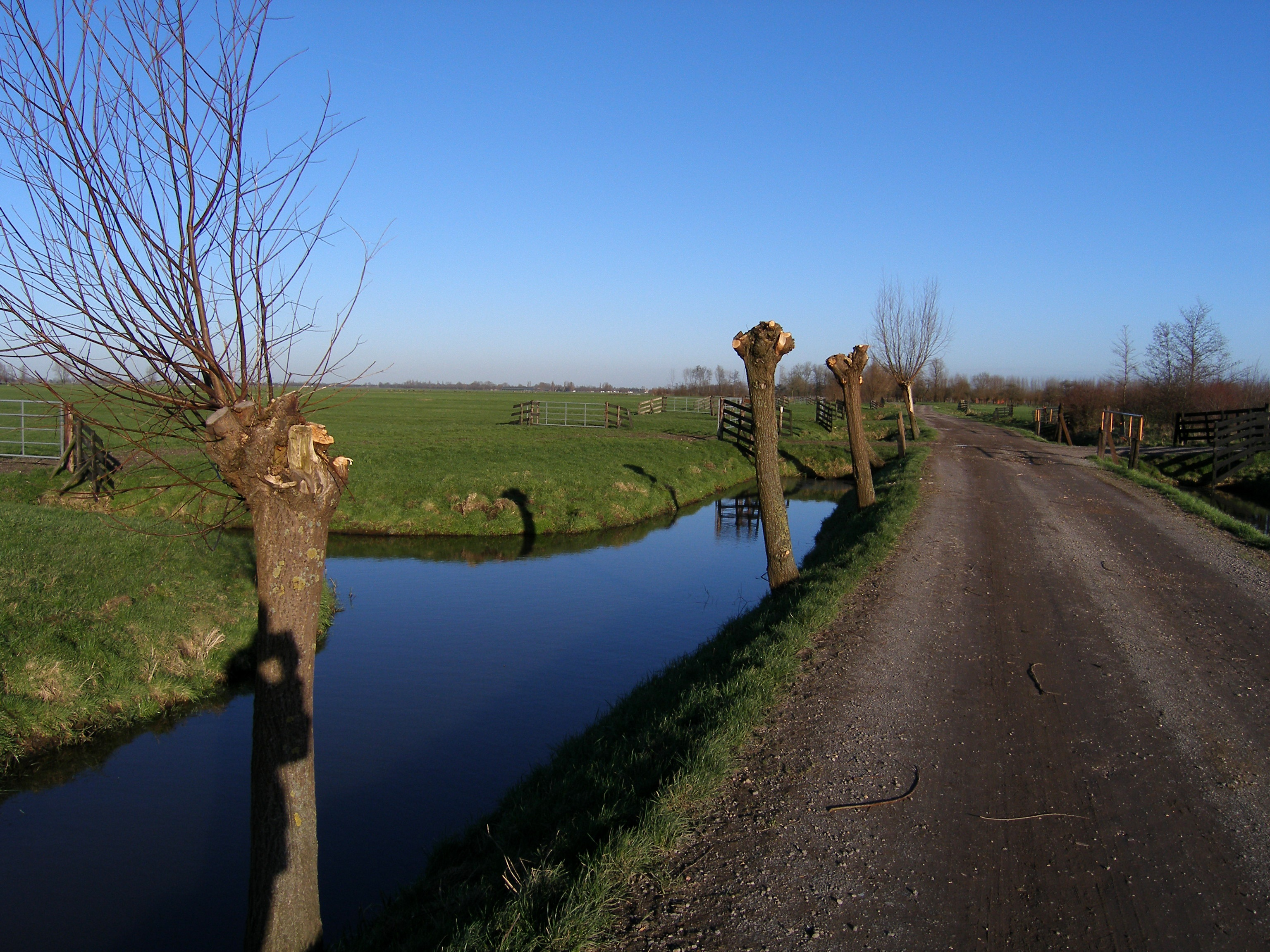
Tiendweg bij Willige Langerak

Een tiendweg is een op een veenkade aangelegde weg.
De tiendwegen bevinden zich voornamelijk in de veenontginningen in het westen van Nederland, onder andere in de Lopikerwaard, Vijfherenlanden, de Alblasserwaard en de Krimpenerwaard.
Er zijn nu ongeveer 55 historische tiendwegen bekend in Nederland. Die bevinden zich zonder uitzondering in het rivierengebied van Midden-Nederland. Ze liggen bijna allemaal binnen een kilometer afstand van een veenstroompje of rivier en lopen daar parallel aan. Langs de Hollandse IJssel liggen er bijvoorbeeld 13, langs de Lek 10. Het lijkt daarom waarschijnlijk dat tiendwegen een functie in de waterbeheersing hebben gehad, vooral in gebieden waar de afwatering problematisch werd door inklinking van de veengrond. Men gaat ervan uit dat veel van deze wegen zijn aangelegd gedurende de tijd van de ontginningen of betrekkelijk kort daarna. Daarmee kan de aanleg van de meeste tiendwegen worden gedateerd tussen 1100 en 1500.

## Naam
De naam tiendweg zou volgens sommigen afgeleid zijn van de belasting tienden, die werd geheven op de oogst. Anderen zoeken de verklaring in het tiën of trekken van schepen of karren op de weg of de weteringen of in het tiën (wegstromen) van water. Weer anderen verklaren de naam uit het tiendhout ofwel griendhout dat op de weg of kade stond of uit de takken (tienden) die zijn gebruikt bij de aanleg van de weg.